# Linyphia falculifera
Linyphia falculifera är en spindelart som först beskrevs av F. O. Pickard-Cambridge 1902.  Linyphia falculifera ingår i släktet Linyphia och familjen täckvävarspindlar.
Artens utbredningsområde är Costa Rica. Inga underarter finns listade i Catalogue of Life.